# Зоринське сільське поселення (Опарінський район)
Зо́ринське сільське поселення (рос. Заринское сельское поселение) — адміністративна одиниця у складі Опарінського району Кіровської області Росії. Адміністративний центр поселення та єдиний населений пункт — селище Зоря.

## Історія
Станом на 2002 рік на території сучасного поселення існували такі адміністративні одиниці:
- смт Зоря (смт Зоря)

Сільське поселення було утворене згідно із законом Кіровської області від 7 грудня 2004 року № 284-ЗО у рамках муніципальної реформи.

## Населення
Населення поселення становить 858 осіб (2017; 866 у 2016, 896 у 2015, 952 у 2014, 983 у 2013, 1021 у 2012, 1064 у 2010, 1231 у 2002).